# Quincy Wright
Philip Quincy Wright (* 28. Dezember 1890 in Medford, Massachusetts; † 17. Oktober 1970 in Charlottesville, Virginia) war ein amerikanischer Politikwissenschaftler. Er war bekannt für seine Pionierarbeiten und Expertise in Internationalem Recht, International Relations und Friedens- und Konfliktforschung und Begründer der quantitativen Kriegsforschung.

## Leben
Wright erwarb den Bachelor of Arts am Lombard College im Jahr 1912. Seine Dissertation folgte im Jahr 1915 an der University of Illinois. Im Jahre 1923 trat er der Fakultät der Sozialwissenschaften an der University of Chicago bei, wo er bis 1956 blieb. In diesem Jahr trat er eine Professur für internationales Recht am Woodrow Wilson Department of Foreign Affairs der University of Virginia an. Im Anschluss an seinen Amtsabtritt in Virginia war er als Gastprofessor in zahlreichen Universitäten in den USA und im Ausland tätig. 1927 wurde er gewähltes Mitglied in der American Academy of Arts and Sciences und 1943 der American Philosophical Society. 1948/49 amtierte als Präsident der American Political Science Association (APSA) und 1949–1952 als erster Präsident der International Political Science Association (IPSA).
Er war einer der Mitbegründer des Committee On International Relations an der University of Chicago im Jahre 1928. Dies war die erste Graduiertenfakultät für International Relations der Vereinigten Staaten. Neben seiner akademischen Arbeit war Wright als Berater des Juristen Robert H. Jackson bei den Nürnberger Prozessen tätig. Außerdem beriet er das Außenministerium der Vereinigten Staaten in rechtlichen Belangen.
Wright galt als Kriegsgegner von Beginn an. Er war Befürworter internationaler Friedensorganisationen wie dem Völkerbund und den Vereinten Nationen. Für sein Lebenswerk wurde er für den Friedensnobelpreis nominiert.

## Werk

### A Study of War
Noch während der 1920er Jahre waren vielen Wissenschaftlern die Schrecken des Ersten Weltkrieges immer noch präsent. Kurz nach seiner Ankunft an der University of Chicago arrangierte Wright eine ständige interdisziplinäre wissenschaftliche Erforschung des Krieges. Diese mündete schließlich in über 40 Doktorarbeiten und 10 Büchern. 1942 fasste Wright seine Erkenntnisse im Werk A Study of War zusammen.
Karl W. Deutsch von der Harvard University hatte hierzu folgende Meinung:

„War, to be abolished, must be understood. To be understood, it must be studied. No one man worked with more sustained care, compassion, and level-headedness on the study of war, its causes, and its possible prevention than Quincy Wright. He did so for nearly half a century, not only as a defender of man's survival, but as a scientist. He valued accuracy, facts, and truth more than any more appealing or preferred conclusions; and in his great book, A Study of War, he gathered, together with his collaborators, a larger body of relevant facts, insights, and far-ranging questions about war than anyone else has done. (Deutsch 1970).“

Deutsche Übersetzung:

„Um den Krieg zu verhindern, muss er verstanden werden. Um ihn zu verstehen, muss er analysiert werden. Keiner arbeitete so nachhaltig, hingebungsvoll und besonnen an der wissenschaftlichen Untersuchung des Krieges, seiner Ursachen und möglicher Maßnahmen zur Verhinderung wie Quincy Wright. Er tat dies fast ein halbes Jahrhundert lang, nicht nur als Verteidiger des Überlebens der Menschheit, sondern auch als Wissenschaftler. Er wertete Sorgfalt, Fakten und Wahrheit höher als jeden vorschnellen oder bevorzugten Schluss; und in seinem großartigen Buch A Study of War trug er zusammen mit anderen ein größeres Werk an relevanten Fakten, Erkenntnissen und weitreichenden Fragen über den Krieg zusammen als irgendjemand vor ihm.“

Wrights Untersuchungen über den Krieg inspirierten viele Wissenschaftler. Seine Datenbank über Kriege ist eine unentbehrliche Quelle für jeden, der an quantitativen Untersuchungen menschlicher Konflikte interessiert ist.
Neben A Study of War veröffentlichte Wright während seiner Laufbahn weitere 20 Bücher und fast 400 Wissenschaftliche Artikel. Viele seiner Bücher wurden Standardwerke, wie beispielsweise Mandates Under the League of Nations (1930) und The Study of International Relations (1955).

### Außerakademische Tätigkeiten
Wright wirkte in vielen Institutionen als Berater mit.
- 1918/1921 Berater des United States Department of the Navy
- 1943–1944 Berater des US-Außenministeriums
- 1945 Berater der amerikanischen Delegation bei den Nürnberger Prozessen
- 1949 Berater der UNESCO
- 1949–1950 Berater des amerikanischen Hohen Kommissars in Deutschland

## Schriften
- Mandates Under the League of Nations. 1930. University of Chicago Press.
- A Study of War. 1942. University of Chicago Press. Digitalisat I, II
- The Study of International Relations. 1955. Appleton-Century-Crofts.